# Joëlle Numainville
Joëlle Numainville (Laval, 20 november 1987) is een Canadese voormalig wielrenster. Ze werd Pan-Amerikaans kampioen en meerdere keren Canadees kampioen.
Numainville kwam uit voor Canada bij de wegwedstrijd tijdens de Olympische Zomerspelen 2012 in Londen. Hier finishte ze als twaalfde. Op 1 augustus 2014 verruilde ze Team TIBCO voor de Belgische ploeg Lotto-Belisol Ladies en nam daarmee de plaats in van de gestopte Emma Pooley. Numainville reed in 2015 en 2016 bij Bigla en diens opvolger Cervélo-Bigla en in 2017 bij Cylance.

## Palmares
2008

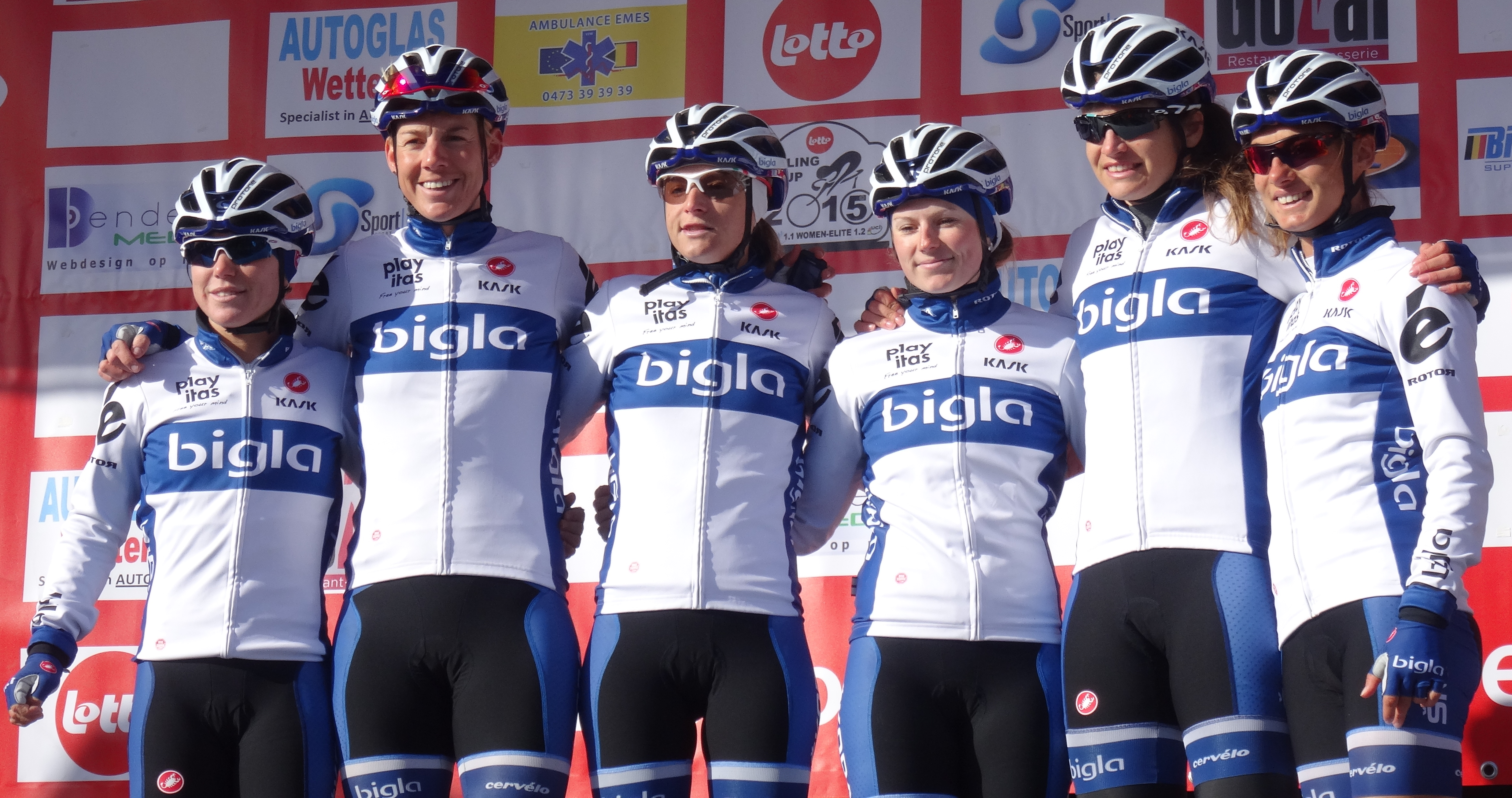
Team Bigla in Le Samyn 2015

 Canadees kampioenschap op de weg (U23)
2009
 Pan-Amerikaans kampioen op de weg
 Canadees kampioenschap op de weg (U23)
 Canadees kampioenschap tijdrijden (U23)
Etappes 2 en 3 Tucson Bicycle Classic
5e in eindklassement Trophée d'Or
Etappe 4 Trophée d'Or
2010
 Canadees kampioen op de weg
 Pan-Amerikaans kampioenschap op de weg
GP de Gatineau
6e Gemenebestspelen wegrit
2011
Clarendon Cup
2e GP de Gatineau
4e Pan-Amerikaans kampioenschap op de weg
4e Liberty Classic
5e Canadees kampioenschap op de weg
2012
 Canadees kampioenschap op de weg
Etappe 4 Tour de l'Ardèche
3e Ronde van Vlaanderen
4e GP de Gatineau
5e Liberty Classic
5e Canadees kampioenschap tijdrijden
2013
 Canadees kampioen tijdrijden
 Canadees kampioen op de weg
Etappe 3 en 4 Tour de l'Ardèche
2e GP de Gatineau
2e Chrono Gatineau
2e Philadelphia Cycling Classic
2014
2e Winston-Salem Cycling Classic
2015
 Canadees kampioen op de weg
2e GP de Gatineau
4e Canadees kampioenschap tijdrijden
2016
White Spot Delta
 Canadees kampioenschap op de weg
 Canadees kampioenschap tijdrijden
 WK Ploegentijdrit (met Cervélo-Bigla)
2e Open de Suède Vårgårda (TTT)
2e GP de Gatineau
3e GP Plouay
5e Chrono Gatineau